# Carlo Fabrizio Parona
Carlo Fabrizio Parona (Melegnano, 8 marzo 1855 – Busto Arsizio, 15 gennaio 1939) è stato un geologo e paleontologo italiano.

## Biografia

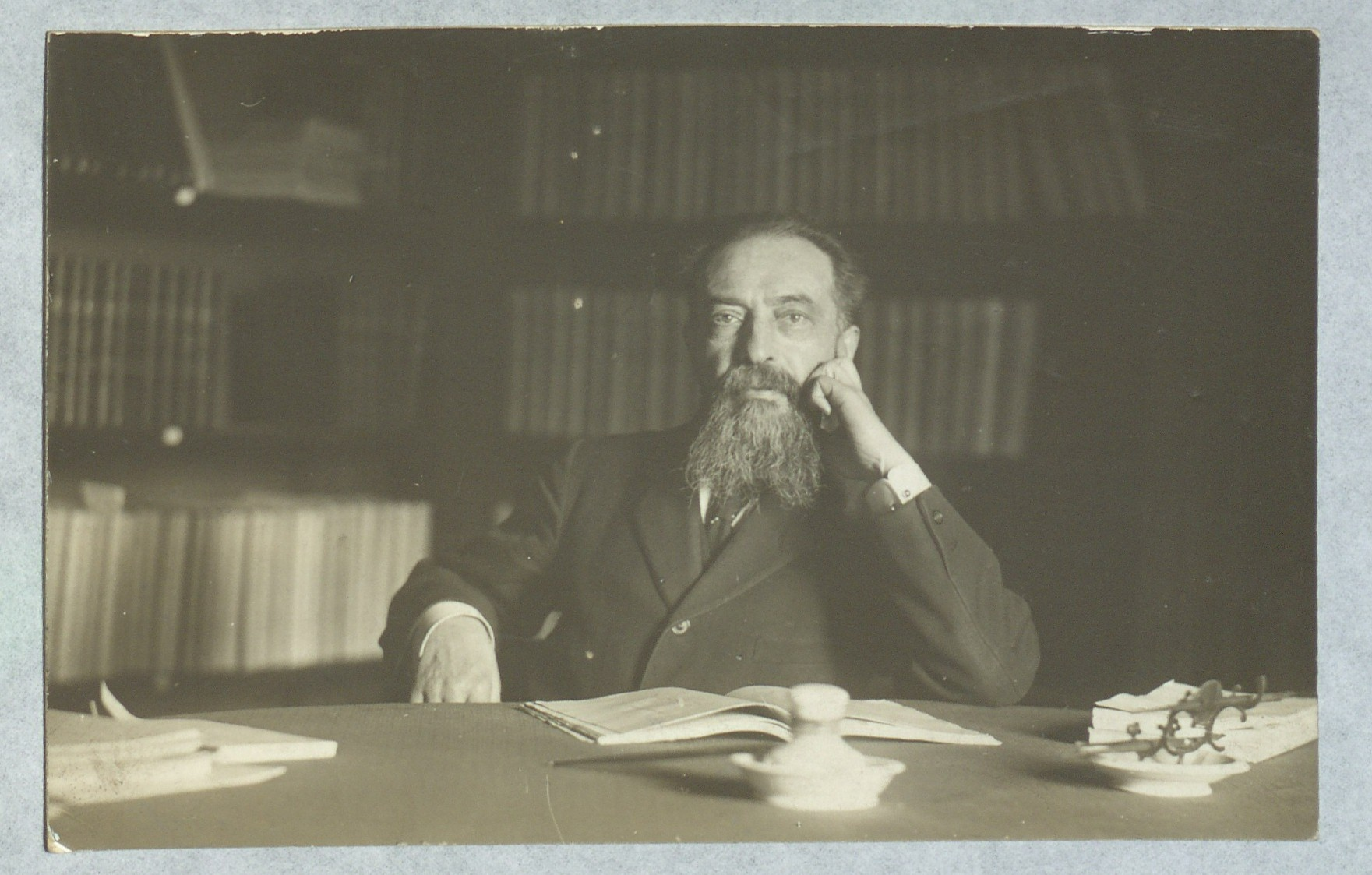
Carlo Fabrizio Parona nel suo studio

Studiò e si laureò nel 1878 in Scienze naturali presso l'Università degli Studi di Pavia, e nel 1881, dopo la laurea, divenne assistente di Torquato Taramelli, professore di geologia del quale era stato studente. Nel 1884 si sposò con Caterina Robecchi. 
Tra il 1881 e il 1889, oltre ad un incarico di insegnamento presso l'istituto tecnico Antonio Bordoni di Pavia, dedicò le sue energie allo studio degli aspetti geopaleontologici delle colline dell'Oltrepò Pavese.
Insegnò Geologia all'Università degli Studi di Torino dal 1889 al 1930 e condusse approfonditi studi geologici e paleontologici sulla regione alpina. Dal 1890 fu anche direttore del Museo geopaleontologico universitario (successivamente confluito nel Museo regionale di scienze naturali), che egli arricchì assai, specialmente con una sala dedicata alla paleontologia italiana.
Dopo il pensionamento continuò a frequentare l’Istituto di Geologia, per poi essere ospitato in una stanza all’Accademia delle Scienze, cui lasciò la sua ricchissima biblioteca-geopaleontologica, le sue carte personali (oltre 6000 lettere), appunti, manoscritti e bozze relativi alle sue pubblicazioni, e varia documentazione concernente i numerosi incarichi da lui avuti.
Operò prospezioni e ricerche anche in Africa settentrionale e centrale e si adoperò localmente per il miglioramento agrario di territori libici.
Presidente dell'Accademia delle Scienze di Torino dal 1928 al 1934 e della Società Geologica Italiana nel 1901 e nel 1913, fu socio dell'Accademia dei Lincei e dell'Accademia dei XL.
Dal 1919 al 1921 fu preside della Facoltà di Scienze dell'Università di Torino, tra il 1920 e il 1922 ne fu anche rettore. 
A lui è dedicata un'aula del dipartimento di Scienze Geologiche dell'Università degli studi di Milano, posta in via Luigi Mangiagalli.

## Opere
- Appunti geologici sul bacino del Lago d'Orta, 1880.
- Valsesia e Lago d'Orta, descrizione geologica, 1883.
- Studi geologici sulle conche di Terni e di Rieti. Contributo allo studio della fauna liassica dell'Appennino Centrale, 1883.
- Appunti per la paleontologia miocenica della Sardegna, Tip. della R. Accademia dei Lincei, Roma 1887.
- Il terreno. Nozioni di geologia dinamica, storica e agraria, Utet, Torino 1898.
- Trattato di geologia con particolare riguardo alla geologia d'Italia, Vallardi, Milano 1903.
- Condizioni geologiche del tracciato della ferrovia in progetto in Alto Val Pellice-Rorà-Cave, 1909.
- Relazioni Scientifiche della Spedizione Italiana De Filippi nell'Himàlaia, Caracorùm e Turchestàn cinese (1913-1914). Serie II. Volume XI : Rocce - Fossili - Piante - Osservazioni antropometriche, 1933.
- Torquato Taramelli. Rammentato dal Socio nazionale resid. Carlo Fabrizio Parona nella Adunanza a Classi Unite del 7 giugno 1934, 1934.